# Ophiocordycipitaceae
Ophiocordycipitaceae is een familie uit de orde Hypocreales van de ascomyceten. Het typegeslacht is Ophiocordyceps.

## Geslachten
- Blistum
- Didymobotryopsis
- Haptocillium
- Harposporium (Anamorf)
- Ophiocordyceps; Anamorf
  - Hirsutella
  - Hymenostilbe
  - Paraisaria
  - Syngliocladium
- Polycephalomyces
- Purpureocillium
- Synnematium
- Tolypocladium (Anamorf)
- Trichosterigma
- †Paleoophiocordyceps